# Nikolaus Drexel
Pour les articles homonymes, voir Drexel.
Nikolaus Drexel (né le 2 mars 1795 à Fischen im Allgäu, mort le 21 novembre 1851 à Immenstadt) est un peintre bavarois.

## Biographie

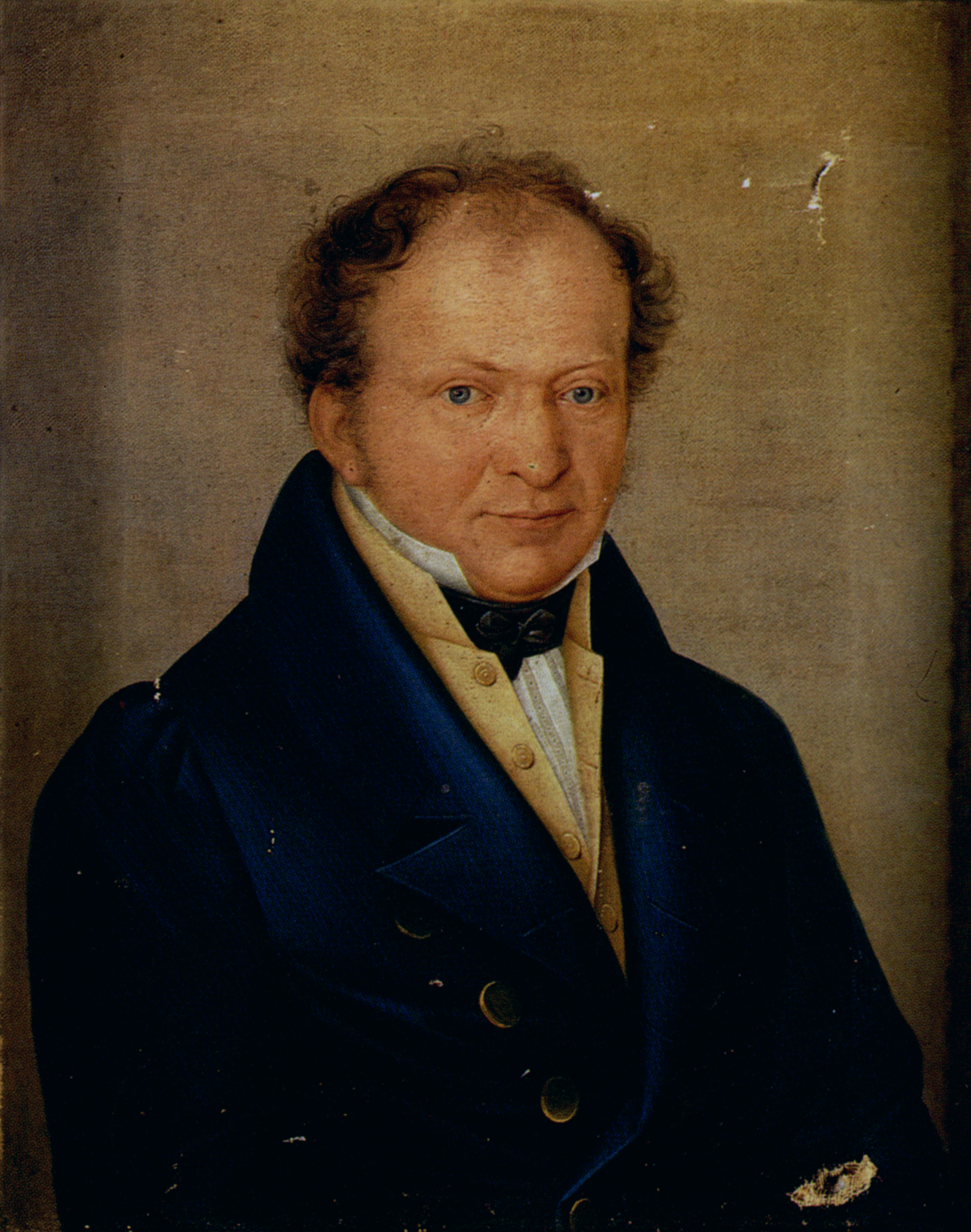
Portrait d'Ulrich Christoph Gradmann, 1832.

Il serait le fils d'Anton Drexel, boulanger qui a immigré à Immenstadt en provenance de Fischen. Sa mère Katharina Kling, est originaire de Ried bei Fischen. Le couple achète la maison au Bräuhausstrasse 2 à Immenstadt en 1812, mais le magasin est situé au Bahnhofstrasse 1, la résidence ultérieure de leur fils Nikolaus.
Drexel entre en avril 1810 pour étudier la "peinture de figures" à l'académie des beaux-arts de Munich. Drexel expose un Christ dans la tombe à l'exposition de l'académie en 1817.
En 1815, il crée un retable pour la chapelle de Gopprechts, l'année suivante des tablettes reliquaires pour la chapelle Notre-Dame-de-Lorette de Bühl am Alpsee (de) pour les saints Crescentius et Candida.
Il fait le portrait de nombreux notables de sa région natale.